# Лаутарит
Лаутари́т (англ. Lautarite) — рідкісний мінерал класу йодатів складу Са(IO3)2. Названий за місцем знахідки в Лаутаро, Чилі.
Сингонія моноклинна. Колір жовтий, безбарвний. Не утворює родовищ, придатних для промислової розробки.